# Lorenz Rotermundt
Johann Lorenz Rotermundt (* 1798 in Nürnberg-Gostenhof; † 1845) war ein deutscher Architekt und Bildhauer. Er war in Nürnberg unter anderem 1810–1816 an der Erneuerung der Frauenkirche zur Nutzung als katholische Pfarrkirche, 1821–24 an der Erneuerung des Schönen Brunnens und 1825/26 an der Restauration des Englischen Grußes beteiligt.